# Feliks Góralczyk
Feliks Góralczyk (ur. 16 czerwca 1950 w Wyrach, zm. 14 stycznia 1980 tamże) – polski hokeista, olimpijczyk z Sapporo 1972.
Jeden z najbardziej utalentowanych polskich hokeistów przełomu lat 60. i 70. XX wieku. Zawodnik klubów Fortuna Wyry w latach 1966-1969 i Baildonu Katowice w latach 1969-1972.
W reprezentacji Polski rozegrał 35 spotkań, strzelając 19 bramek. Uczestnik turniejów mistrzostw świata:
- 1970, podczas których Polska drużyna zajęła 6. miejsce,
- 1971 (grupa B-2), podczas których Polska wywalczyła 8. miejsce,
- 1972 (grupa B-1), podczas których Polacy zajęli 7. miejsce.

Na igrzyskach olimpijskich w 1972 roku był członkiem drużyny hokejowej, która zajęła 6. miejsce.
Karierę sportową przerwała ciężka kontuzja (strata oka), którą odniósł podczas mistrzostw świata w 1972 roku. Zmarł 14 stycznia 1980.
Brat Roberta Góralczyka, również hokeisty i olimpijczyka z Sapporo 1972 i Innsbrucku 1976.